# روبرت جيلز
روبرت جيلز (بالإنجليزية: Robert Gillis)‏ هو مدير فني أمريكي، ولد في 21 يونيو 1926 في بولس فالس في الولايات المتحدة، وتوفي في 19 أبريل 2009 في أوسيبي في الولايات المتحدة.